# Homogyna spadicicorpus
Homogyna spadicicorpus là một loài bướm đêm thuộc họ Sesiidae. Nó được tìm thấy ở Zambia.